# The Freudian Fallacy
The Freudian Fallacy, publié pour la première fois au Royaume-Uni en 1983 sous le titre Freud and Cocaine, est un essai écrit par l'historienne médicale Elizabeth M. Thornton à propos de Sigmund Freud, le fondateur de la psychanalyse, dans lequel l'autrice soutient que Freud est devenu cocaïnomane et que ses théories résultent de sa consommation de cocaïne. 
Ce livre a reçu plusieurs critiques négatives de psychanalystes et quelques critiques d'historiens, mais il a été globalement salué par les auteurs critiques de Freud et de la psychanalyse. L'œuvre a été comparée au Réel escamoté de Jeffrey Moussaieff Masson (1984).

## Accueil
The Freudian Fallacy a reçu une critique mitigée de Wray Herbert dans Psychology Today et une critique négative du psychanalyste Jeffrey Satinover dans Library Journal. Ce livre a également été examiné par Michael Neve dans la London Review of Books, par le psychanalyste Anthony Storr dans The Times Literary Supplement, par l'historien Paul Roazen dans l′American Journal of Psychiatry, par A. J. Fogarty dans le British Medical Journal, et a été commenté par le psychiatre E. Fuller Torrey dans National Review.
Selon Herbert, Thornton « en voulait amèrement » à Freud et à son influence. Herbert estime que le livre bénéficie de la connaissance qu'a Thornton de la littérature médicale du XIXe siècle, que cet ouvrage « fait revivre les laboratoires de recherche de Paris et de Vienne pendant les débuts de la neurologie », mais que sa valeur est minée par la volonté de Thornton de faire « des déclarations sauvages sans la moindre preuve à l'appui ». Satinover déclare que le livre souffre de « diagnostics neurologiques spécieux et d'interprétations erronées de la théorie psychanalytique » et estime que Thornton n'a pas réussi à discréditer Freud. Torrey, en 1995, commente la suggestion de Thornton selon laquelle Freud a presque certainement continué à abuser de la cocaïne jusqu'en 1899, soulignant que cette théorie avait déjà été justifiée par l'historien et spécialiste de Freud Peter Swales.
Le livre a été critiqué par l'historien Peter Gay, qui l'a décrit comme « un modèle dans la littérature de dénigrement » et par l'historien Roy Porter, qui l'a qualifié de « tendancieux ». Cependant, il a été loué par le psychologue Hans Eysenck et par d'autres écrivains critiques de la psychanalyse,,. Le philosophe Todd Dufresne a décrit ce livre comme un ouvrage remarquable sur l'histoire de la psychanalyse et comme le meilleur ouvrage consacré à la période cocaïnomane de Freud. L'auteur Richard Webster a qualifié ce livre d'« intéressant ». Il considère certaines des affirmations de Thornton comme à la fois originales et convaincantes, et a suggéré que son examen détaillé du contexte médical dans lequel Charcot et Freud ont travaillé contient de nombreuses idées négligées. Cependant, il a trouvé le commentaire de Thornton sur Charcot et l'hystérie plus significatif que son argument selon lequel les théories de Freud sont façonnées par sa consommation de cocaïne. Il fait valoir que Thornton pousse trop son argumentation sur la base organique de l'hystérie, ce qui tend à discréditer ses affirmations plus raisonnables. Webster souligne que ce livre a parfois été approuvé par les féministes. Il l'a comparé à The Assault on Truth (fr : Le Réel escamoté) de Jeffrey Moussaieff Masson, un autre livre marqué par son hostilité envers Freud et la psychanalyse. Selon Webster, The Freudian Fallacy a reçu des critiques négatives dans le Times Literary Supplement et dans la London Review of Books, cette dernière incluant une accusation d'antisémitisme. Il a critiqué la couverture médiatique que le livre a reçue en Grande-Bretagne, qualifiant la manière dont le Sunday Times Magazine a traité les affirmations de Thornton sur la dépendance de Freud à la cocaïne de « sensationnelle et superficielle ».